# Братська могила радянських воїнів (Добропілля)
Братська могила радянських воїнів — пам'ятник, який знаходиться в мікрорайоні Піщаний, біля школи № 3 вулиця Добролюбова, 161, міста Добропілля. Пам'ятка історії місцевого значення, охоронний номер 245.

## Історія
В боях з 15 по 23.02.43 в межах сучасного містечка тільки за списками військкомату загинуло 200 воїнів, не враховуючи місцевих жителів, які добровільно влились у лави воїнів. Майже ніхто не був внесений до списків. Бойові дії вели частини 10 та 18 танкових корпусів. Загиблі у боях ховались на місці загибелі в вирвах ямах погребах та ін.
Після відступу місцеві жителі під контролем окупаційної влади частково упорядкували розрізнені могили, а після визволення всі знайдені останки перепоховали в окремих загальних братських могилах.
Відсутність медальйонів та розкладання останків не дозволило не тільки ідентифікувати, але й полікувати точну кількість, так як була значна кількість окремих фрагментів. Місцеві краєзнавці підрахували, що могилу перенесені останки приблизно 50 воїнів (складено списків на 40 загиблих).
До 1966 року було перенесені останні останки та встановлено пам'ятник чотиригранний обеліск (мармурова крихта, висота 6,0 м) на багатосходниковому цегляному постаменті (4,0×4,0×2,0) У верхній частинні обеліска барельєф зображення ордена Великої Вітчизняної війни і напис. У нижній частині обеліска з чотирьох боків — ніші з горельєфним зображенням героїки часів Німецько-радянської війни: Вечная слава героям, павшим в боях за свободу и независимость нашей Родины 1941–1945 г.г.
Текст меморіального напису на постаменті: Здесь похоронены воины Советской Армии, павшие смертью храбрых в боях за Родину.
Братська могила взята на облік рішенням Донецької обласної ради депутатів трудящих від 5 вересня 1973 року № 475 як пам'ятка історії місцевого значення.